# Elecciones provinciales de Buenos Aires de 1925
Las elecciones generales de la provincia de Buenos Aires de 1925 tuvieron lugar el 6 de diciembre del mencionado año con el objetivo de elegir al Gobernador y Vicegobernador para el período 1926-1930. Los tres principales partidos en la provincia eran la gobernante y dominante Unión Cívica Radical (UCR), el Partido Conservador (PC), y el Partido Socialista (PS). En noviembre, el conservadurismo decidió abstenerse de participar en las elecciones debido a que no lograba consenso para designar un candidato, por lo que el oficialismo provincial solo debió enfrentar la débil candidatura socialista. De este modo, el radical Valentín Vergara obtuvo una aplastante victoria, superando el 81% de los votos, contra el 18,84% de Juan B. Justo, y accedió a la gobernación, siendo juramentado el 1 de mayo de 1926. Debido a la abstención conservadora, la participación fue la más baja en la historia de la provincia hasta la fecha, con un 27,48% del electorado, a pesar de que el voto en Argentina es obligatorio.

## Resultado
|  | 81,16 % |

|  | 18,84 % |

|  | 93,81 % |

|  | 5,81 % |

|  | 0,38 % |

|  | 27,48 % |

|  | 100 % |